# IRL 2010
La stagione 2010 della Izod IndyCar Series è stata la quindicesima nella storia della IndyCar Series. È stata la prima di sei stagioni che ha visto come title sponsor il marchio di abbigliamento Izod, come prevedeva l'accordo annunciato il 5 novembre 2009. Il calendario prevedeva una nuova gara di apertura in Brasile su un circuito cittadino nella città di San Paolo, e il nuovo Alabama Grand Prix al Barber Motorsports Park. Rispetto al calendario 2009 non erano presenti gli ovali di Richmond e Milwaukee, con quest'ultimo che potrebbe tornare nel 2011 se saranno risolti i problemi finanziari dello storico ovale del Wisconsin.

## Novità per la stagione 2010

### Organizzazione
- Il 5 novembre 2009 la IndyCar Series ha annunciato l'accordo con il marchio di abbigliamento Izod come title sponsor della serie per un periodo di sei anni a 10 milioni di dollari l'anno[1]. L'accordo prevedeva, oltre ad una strategia di marketing per pubblicizzare la IndyCar Series, anche un supporto finanziario a tutte le squadre che affronteranno il campionato a tempo pieno[1].
- La gara di apertura era in programma in Brasile, si è disputata su un circuito cittadino nella città di San Paolo[2], ricavato nei pressi del Sambodromo[3]. Prima che la scelta cadesse sul circuito del Sambodromo erano state vagliate diverse alternative: i circuiti permanenti di Ribeirão Preto e Brasilia, il circuito cittadino di Salvador Bahia o un nuovo circuito cittadino sulle strade di Rio de Janeiro. Per la IndyCar Series si è trattata della prima gara in Brasile, mentre la CART corse fino al 2000 su un ovale a Rio, il circuito di Jacarepaguá[4][5].
- Indiscrezioni hanno indicato che anche la Cina potrebbe entrare a far parte del calendario, dal 2011 o 2012. In questo caso la città interessata sarebbe Qingdao, che ha ospitato alcune competizioni valide per le Olimpiadi estive di Pechino nel 2008.
- Continuano le discussioni sulle nuove specifiche tecniche, per vetture e motori, in vista del 2012[6]. Per quello che riguarda i motori, trattative avanzate sono state in atto con il gruppo Volkswagen e con il gruppo Fiat, oltre all'attuale fornitore, la Honda. Il gruppo Volkswagen si è però tirato indietro ad inizio 2010, dichiarando che "questo non è il periodo giusto per espandere la presenza di Volkswagen nel mondo delle competizioni" a causa della crisi economica che ha colpito gli Stati Uniti[7]. Il 4 gennaio 2010 sono stare divulgate le prime informazioni sulle caratteristiche dei nuovi telai, mentre la Dallara ha svelato le prime immagini dei progetti per la nuova vettura[8]. Anche Lola e Swift hanno svelato i loro progetti[9]. Il più radicale di tutti è però il progetto della DeltaWing, presentato il 10 febbraio al Chicago Auto Show[10]. Un quinto contendente si è aggiunto alla contesa, la BAT[11].
- A dicembre la Indy Racing League ha annunciato il varo del programma "Road to Indy", che servirà a guidare i giovani piloti dalle serie inferiori fino alla IndyCar Series. A farne parte sono la USF2000, la Star Mazda e la Firestone Indy Lights[12].
- Il calendario di eventi per la 500 Miglia di Indianapolis è stato ridotto a due settimane, al fine di ridurre i costi, attrarre nuovi concorrenti e intensificare l'attività in pista[13]. Sarà introdotto una sorta di 'Fast Nine' in cui i primi nove piloti delle qualifiche potranno lottare per la pole position, mentre verranno assegnati punti a tutti i piloti qualificati (oltre quelli normalmente attribuiti in gara)http://indycaritaly.myblog.it/archive/2010/04/14/indycar-le-novita-per-le-qualifiche-della-500-miglia-di-indi.html[collegamento interrotto]. La entry list è stata pubblicata il 22 aprile http://indycaritaly.myblog.it/archive/2010/04/22/indycar-rilasciata-la-entry-list-per-la-500-miglia-di-indian.html[collegamento interrotto].

### Piloti e team
Penske Racing/Team Penske: Il 19 novembre 2009, Roger Penske ha annunciato che Will Power correrà tutta la stagione 2009 con il team. Il pilota australiano guiderà la vettura numero 12 coi colori della Verizon Wireless ed affiancherà Hélio Castroneves e Ryan Briscoe. Le vetture n.3 e n.6 non correranno più con i tradizionali colori bianco-rosso dello sponsor Marlboro a causa delle leggi che vietano l'esibizione di marchi riconducibili al tabacco.
Target Chip Ganassi Racing: entrambi i piloti sono stati confermati ed hanno firmato contratti pluriennali. Il team potrebbe inoltre schierare una terza vettura per il pilota venezuelano EJ Viso.
Andretti Autosport: ad agosto il team Andretti Green Racing ha annunciato un riassetto societario dopo il divorzio tra Michael Andretti e i soci Kim Green e Kevin Savoree. Il 25 novembre 2009 è stata annunciata la nascita dell'Andretti Autosport, con Michael Andretti quale unico proprietario. Tony Kanaan ha un contratto pluriennale. Marco Andretti è confermato e la sponsorizzazione della sua vettura resterà pressoché identica a quella della scorsa stagione. Danica Patrick è stata per mesi al centro di indiscrezioni circa un suo possibile passaggio in NASCAR, full-time o part-time. Durante il weekend di gara di Motegi è arrivato un primo annuncio, non ancora ufficiale, riguardo al rinnovo contrattuale con l'Andretti Autosport. Il 30 novembre 2009, durante il programma della ABC "Good Morning America", Danica Patrick e Michael Andretti hanno annunciato ufficialmente la firma di un contratto triennale, oltre a svelare la nuova livrea nero-verde della vettura. Nonostante la Patrick abbia più volte sottolineato come la IndyCar rimanga la sua priorità, il 10 dicembre 2009 è stato ufficializzato il suo programma part-time nella NASCAR Nationwide Series alla guida della Chevrolet del JR Motorsports (di proprietà di Rick Hendrick e Dale Earnhardt jr). Sulla quarta vettura dell'Andretti Autosport salirà Ryan Hunter-Reay. Il team schiererà inoltre una quinta vettura in partnership con il Richard Petty Motorsports per John Andretti in Kansas e ad Indianapolis, ed ha firmato il campione 2009 della A1GP Adam Carroll per correre un programma limitato di gare http://indycaritaly.myblog.it/archive/2010/04/30/indycar-l-andretti-autosport-firma-adam-carroll.html.
Luczo Dragon Racing/De Ferran Motorsports: ad agosto 2009, Gil de Ferran ha annunciato che nel 2010 il suo team (che già partecipa alla American Le Mans Series) parteciperà all'IndyCar Series con una o due vetture. Il team ha acquistato parte del materiale, tra cui quattro telai, appartenuti al Roth Racing (che ha chiuso le operazioni a fine 2008). L'entrata in Indycar potrebbe essere effettuata in partnership con il Vision Racing. Le trattative maggiori sono state con l'ex pilota di Formula 1 Takuma Satō. Il 16 febbraio 2010, Gil de Ferran, Steve Luczo e Jay Penske hanno annunciato che i due team si fondono in un team unico. Il pilota sarà Raphael Matos, che aveva un contratto pluriennale con il team Luczo Dragon. Il team potrebbe schierare una seconda vettura.
Panther Racing: nonostante Dan Wheldon avesse cercato una nuova sistemazione (più competitiva), si è giunti ad un rinnovo dell'accordo tra le due parti.
A.J.Foyt Enterprises: il brasiliano Vítor Meira ha un contratto fino alla fine del 2010. Il pilota brasiliano è tornato in pista nei test svolti ad Indianapolis a fine settembre, quattro mesi dopo l'infortunio subito alla 500 Miglia di Indianapolis del 2009.
KV Racing Technology: il primo pilota ufficializzato per il 2010 è il giapponese Takuma Satō e la sua vettura sarà schierata dalla seconda gara in partnership con la Lotus, utilizzando la classica livrea verde e gialla del team di origini inglesi. Dopo il test a Sebring del 15 febbraio con EJ Viso, il 22 febbraio è stato confermato ufficialmente l'ingaggio del pilota venezuelano e la possibilità di schierare una terza vettura in alcune gare per Paul Tracy e James Rossiter. Mario Moraes trova in extremis l'accordo con il team, pochi giorni prima del via della stagione.
Dale Coyne Racing: il team ha pianificato l'iscrizione di una seconda vettura, che ha corso coi colori degli Boy Scouts of America (BSA). Se in un primo momento Coyne confermava in una intervista che i due piloti sarebbero dovuti essere Graham Rahal e il vincitore del campionato 2009 della Firestone Indy Lights J.R.Hildebrand, dopo il rifiuto da parte di Graham Rahal di un contratto di due anni, viene ingaggiata la venezuelana Milka Duno e nella prova inaugurale di San Paolo, sulla seconda vettura corre il britannico Alex Lloyd.
Vision Racing: Nonostante il team stesse lavorando per schierare una vettura per Ed Carpenter, che in alcune gare su circuiti stradali sarebbe potuto essere sostituito dal pilota neozelandese James Davison, che guida per il team nella Firestone Indy Lights, il 29 gennaio 2010 Tony George ha annunciato la "sospensione delle operazioni" a causa della mancanza di sponsor. Il team sarà presente alla 500 Miglia di Indianapolis con una vettura schierata in partnership con il Panther Racing per Ed Carpenterhttp://indycaritaly.myblog.it/archive/2010/04/08/indycar-partnership-panther-vision-per-carpenter-ad-indy.html.
Dreyer&Reinbold Racing: il team è al lavoro per confermare le due vetture schierate nel 2009. Dopo aver organizzato un test con il pilota venezuelano EJ Viso per il 9 dicembre sul circuito di Sebring, Il 2 febbraio 2010 viene ufficializzato che i due piloti saranno i britannici Justin Wilson e Mike Conway. La brasiliana Ana Beatriz corre con la terza vettura del team a San Paolo e Indianapolis http://indycaritaly.myblog.it/archive/2010/05/11/indycar-anche-la-beatriz-tentera-la-qualificazione-alla-indy.html. Per Indianapolis il team iscrive una quarta vettura per Tomas Scheckterhttp://indycaritaly.myblog.it/archive/2010/04/24/indycar-scheckter-ad-indianapolis-con-dreyer-reinbold.html.
HVM Racing: Robert Doornbos ha il contratto per tutto il 2010. Il team ha intenzione di schierare una seconda vettura, ma non per il pilota 2009 EJ Viso. A Sebring ha effettuato un test la ventunenne svizzera Simona de Silvestro, proveniente dall'Atlantic Seriesh. Problemi di sponsorizzazione hanno messo fuori gioco Doornbos, mentre la De Silvestro ha girato nei test collettivi e si è assicurata un posto per l'intera stagione.
FAZZT Race Team: il pilota canadese Alex Tagliani ha deciso di fondare un proprio team, che correrà tutta la stagione 2010. Il team ha poi firmato il brasiliano Bruno Junqueira per la 500 Miglia di Indianapolis.
Newman Haas Racing: Graham Rahal non ha ricevuto una offerta di rinnovo ed è in trattativa con altri team, tra cui il De Ferran Motorsports. I due piloti dovrebbero essere Alex Lloyd e Hideki Mutoh. Il 21 febbraio, Hideki Mutoh ha confermato che correrà la stagione 2010 col team, che potrebbe schierare solo una vettura. A campionato cominciato, arriva la separazione da Mike Lanigan e il ritorno alla denominazione Newman Haas Racing.
Conquest Racing: il team ha lavorato per definire il programma 2010, il numero di gare da disputare e con quale pilota, dopo la separazione dal francese Nelson Philippe. Il team sarebbe in trattativa con Bruno Junqueira e con l'ex pilota Champ Car Jan Heylen. Secondo i media brasiliani, il team ha schierato una vettura per Tomas Scheckter, e ha schierato una seconda per Nelson Merlo o Mario Moraes almeno nella prova d'apertura della stagione a San Paolo. Alla vigilia dei test collettivi, il team ha annunciato il ritorno nella serie a tempo pieno quest'anno con Mario Romancini alla guida. Dalla terza gara della stagione il team schiererà una seconda vettura per il belga Bertrand Baguette, campione 2009 della Formula Renault 3.5 Series.
Sarah Fisher Racing: per la stagione 2010 Sarah Fisher ha deciso di raddoppiare il suo impegno e schierare in alcune gare una seconda vettura per il pilota inglese Jay Howard. Howard, oltre che ad Indianapolis, correrà in Texas, Mid-Ohio e a Chicago. Il programma della Fisher sarà una mix di ovali, stradali e circuiti cittadini. Con il team correrà Graham Rahal nelle gare di St.Petersburg, Barber e Long Beach http://indycaritaly.myblog.it/archive/2010/04/07/indycar-rahal-e-fisher-insieme-anche-a-logn-beach.html.
CURB/Agajanian/3G Racing: il team 3G ha definito i programmi 2010. Il team potrebbe schierare per tutta la stagione Richard Antinucci o schierare in alcune prove Stanton Barrett, co-proprietario del team.
Newman Wachs Racing: il team, campione 2009 della Atlantic Series, potrebbe approdare nel 2010 in Indycar insieme al suo pilota John Edwards. Il team potrebbe associarsi ad un team già esistente, o il Newman Haas Lanigan Racing o il Rahal Letterman Racing.
Rahal Letterman Racing: Bobby Rahal è stato alla ricerca della sponsorizzazione per tornare a correre l'intera stagione.
Bryan Herta Autosport: il proprietario del team, Bryan Herta, ha annunciato che oltre al programma nella Firestone Indy Lights c'è l'intenzione di iscrivere una vettura anche alla 500 Miglia di Indianapolis. Il pilota sarà il diciannovenne colombiano Sebastian Saavedra.
Sam Schmidt Motorsports: come lo scorso anno, il team ha schierato una vettura per la 500 Miglia di Indianapolis in partnership con il Target Chip Ganassi Racing. A guidare la vettura sarà il pilota statunitense Townsend Bell.
Davey Hamilton Racing: Davey Hamilton ha corso 3 gare nel 2010, con lo sponsor Hewlett Packard: Indianapolis, Texas, e un'altra gara ancora da definire. Il programma sarà realizzato in collaborazione con il Luczo Dragon Racing.
Robby Gordon Motorsports:Robby Gordon, alle prese ancora con la ricerca di uno sponsor per il programma NASCAR, ha dichiarato sul suo website personale che vorrebbe tornare ad Indianapolis per correre la 500 Miglia.

## Calendario
Il calendario finale 2010 è stato annunciato ufficialmente il 31 luglio 2010, e revisionato il 26 agosto 2010. La gara d'apertura si è tenuta a San Paolo, inoltre è stato inserito un nuovo Gran Premio di Alabama al Barber Motorsports Park, mentre sono stati esclusi dal calendario il Gran Premio di Milwaukee e quello di Richmond. Tutte le gare sono state trasmesse negli Stati Uniti su ABC o su Versus in HD.
| Rnd | Data         | Nome della corsa                                                             | Circuito                     | Città                | Orario | TV     |
| --- | ------------ | ---------------------------------------------------------------------------- | ---------------------------- | -------------------- | ------ | ------ |
| 1   | 14 marzo     | São Paulo Indy 300                                                           | Streets of São Paulo         | San Paolo, Brasile   | 11.30  | Versus |
| 2   | 28 marzo*    | Honda Grand Prix of St. Petersburg                                           | Streets of St. Petersburg    | Saint Petersburg, FL | 10.00  | ESPN 2 |
| 3   | 11 aprile    | Indy Grand Prix of Alabama Presented by Legacy Credit Union                  | Barber Motorsports Park      | Birmingham, AL       | 3.00   | Versus |
| 4   | 18 aprile    | Toyota Grand Prix of Long Beach                                              | Streets of Long Beach        | Long Beach, CA       | 3.30   | Versus |
| 5   | 1º maggio    | RoadRunner Turbo Indy 300                                                    | Kansas Speedway              | Kansas City, KS      | 1.30   | ABC    |
| 6   | 30 maggio    | 94th Indianapolis 500                                                        | Indianapolis Motor Speedway  | Speedway, IN         | 12.00  | ABC    |
| 7   | 5 giugno     | Bombardier Learjet 550 / Firestone 550                                       | Texas Motor Speedway         | Fort Worth, TX       | 8.00   | Versus |
| 8   | 20 giugno    | Iowa Corn Indy 250                                                           | Iowa Speedway                | Newton, IA           | 1.30   | Versus |
| 9   | 4 luglio     | Camping World Watkins Glen Grand Prix / Camping World Grand Prix at The Glen | Watkins Glen International   | Watkins Glen, NY     | 3.30   | ABC    |
| 10  | 18 luglio    | Honda Indy Toronto                                                           | Exhibition Place             | Toronto, ON          | 12.30  | ABC    |
| 11  | 25 luglio    | Rexall Edmonton Indy / Honda Indy Edmonton                                   | Edmonton City Centre Airport | Edmonton, AB         | 5.00   | Versus |
| 12  | 8 agosto     | Honda 200                                                                    | Circuito di Mid-Ohio         | Lexington, OH        | 2.30   | Versus |
| 13  | 22 agosto    | Peak Antifreeze & Motor Oil Indy Grand Prix of Sonoma County                 | Infineon Raceway             | Sonoma, CA           | 5.00   | Versus |
| 14  | 28 agosto    | Peak Antifreeze Indy 300                                                     | Chicagoland Speedway         | Joliet, IL           | 7.00   | Versus |
| 15  | 4 settembre  | Meijer Indy 300 Presented by Red Baron and Edy's Kentucky Indy 300           | Kentucky Speedway            | Sparta, KY           | 8.00   | Versus |
| 16  | 19 settembre | Indy Japan 300                                                               | Twin Ring Motegi             | Motegi               | 10.00  | Versus |
| 17  | 2 ottobre    | Firestone Indy 300 / Cafés do Brasil Indy 300                                | Homestead-Miami Speedway     | Homestead, FL        | 6.00   | Versus |

     Ovali
     Cittadini
     Stradali
- Il Gran Premio di San Pietroburgo era originariamente previsto per il 28 marzo alle ore 15.30 su ABC, ma è stato rinviato al giorno successivo a causa della pioggia torrenziale.

## Entry List
- Tutti i team utilizzano telai Dallara, motori Honda e gomme Firestone.

| Luczo Dragon Racing/De Ferran Motorsports    | 2  | Raphael Matos                   | |
| Penske Racing                                | 3  | Hélio Castroneves               | |
| Panther Racing                               | 4  | Dan Wheldon                     | |
| KV Racing Technology                         | 5  | Takuma Satō (R)                 | In partnership con Lotus |
| Penske Racing                                | 6  | Ryan Briscoe                    | |
| Andretti Autosport                           | 7  | Danica Patrick                  | |
| KV Racing Technology                         | 8  | EJ Viso                         | |
| Target Chip Ganassi Racing                   | 9  | Scott Dixon                     | |
| Target Chip Ganassi Racing                   | 10 | Dario Franchitti                | Il team non utilizza il numero 1 di campione ma, invece mantiene il numero 10                                                                    |
| Andretti Autosport                           | 11 | Tony Kanaan                     | |
| Penske Racing                                | 12 | Will Power                      | |
| A.J.Foyt Enterprises                         | 14 | Vítor Meira                     | |
| Dale Coyne Racing                            | 18 | Milka Duno                      | |
| Dale Coyne Racing                            | 19 | Alex Lloyd (R)                  | |
| Dreyer&Reinbold Racing                       | 22 | Justin Wilson                   | |
| Dreyer&Reinbold Racing                       | 24 | Mike Conway                     | infortunato a Indy 500; in gara da Texas A Motegi; insicuro per Homestead                                                                        |
| Dreyer&Reinbold Racing                       | 24 | Graham Rahal                    | Rimpiazza Conway a Iowa |
| Dreyer&Reinbold Racing                       | 24 | Tomas Scheckter                 | Rimpiazza Conway in Texas, Toronto ed Edmonton                                                                                                   |
| Dreyer&Reinbold Racing                       | 24 | Paul Tracy                      | Rimpiazza Conway a Watkins Glen, Kentucky e Motegi                                                                                               |
| Dreyer&Reinbold Racing                       | 24 | J. R. Hildebrand (R)            | Rimpiazza Conway a Mid-Ohio e Sonoma |
| Andretti Autosport                           | 26 | Marco Andretti                  | |
| Andretti Autosport                           | 27 | Adam Carroll (R)                | Watkins Glen, Mid-Ohio only; partnership con AFS Racing                                                                                          |
| KV Racing Technology                         | 32 | Mario Moraes                    | |
| Conquest Racing                              | 34 | Mario Romancini (R)             | Da São Paulo a Edmonton; Lascia il team per problemi finanziari                                                                                  |
| Conquest Racing                              | 34 | Francesco Dracone (R)           | Mid Ohio |
| Conquest Racing                              | 36 | Bertrand Baguette (R)           | Da Barber a Mid-Ohio |
| Conquest Racing                              | 36 | Tomas Scheckter                 | Chicagoland e Kentucky |
| Conquest Racing                              | 36 | Roger Yasukawa                  | Solo Motegi |
| Conquest Racing                              | 34 | Bertrand Baguette (R)           | Sonoma e Kentucky;Dracone e Baguette si scambiano i numeri auto a Sonoma                                                                         |
| Conquest Racing                              | 34 | Francesco Dracone (R)           | Sonoma solo;Dracone e Baguette si scambiano i numeri auto a Sonoma                                                                               |
| Andretti Autosport                           | 37 | Ryan Hunter-Reay                | San Paolo, St.Petersburg, Barber, Long Beach, Kansas, Indy 500, Toronto, Homestead                                                               |
| FAZZT Race Team                              | 77 | Alex Tagliani                   | |
| HVM Racing                                   | 78 | Simona de Silvestro (R)         | |
| Newman Haas Racing                           | 06 | Hideki Mutoh                    | Newman/Haas/Lanigan Racing da São Paulo a Long Beach.                                                                                            |
| Newman Haas Racing                           | 02 | Graham Rahal                    | Toronto, Mid-Ohio, Sonoma, Chicagoland, Motegi, Homestead.                                                                                       |
| Part time                                    |    |                                 | |
| KV Racing Technology                         | 15 | Paul Tracy                      | 3 gare (Indy 500, Toronto, Edmonton) |
| Rahal Letterman Racing                       | 17 | Graham Rahal                    | Solo Indianapolis |
| Panther Racing/Vision Racing                 | 20 | Ed Carpenter                    | Indianapolis, Chicagoland, Kentucky, Homestead.                                                                                                  |
| Davey Hamilton Racing/Luczo Dragon Racing    | 21 | Davey Hamilton                  | 3 gare (Indy 500, Texas più un'altra da decidere)                                                                                                |
| Dreyer&Reinbold Racing                       | 23 | Ana Beatriz (R) Tomas Scheckter | Ana Beatriz a San Paolo; Tomas Scheckter ad Indianapolis                                                                                         |
| Dreyer&Reinbold Racing                       | 24 | Ana Beatriz (R)                 | Rimpiazza Conway a Chicagoland |
| Dreyer&Reinbold Racing                       | 25 | Ana Beatriz (R)                 | Solo Indianapolis |
| FAZZT Race Team                              | 33 | Bruno Junqueira                 | Solo Indianapolis |
| Bryan Herta Autosport                        | 29 | Sebastián Saavedra (R)          | Solo Indianapolis |
| A.J.Foyt Enterprises                         | 41 | AJ Foyt IV                      | Solo Indianapolis |
| A.J.Foyt Enterprises                         | 41 | Jaques Lazier                   | Rimpiazza AJ Foyt IV |
| Andretti Autosport/Richard Petty Motorsports | 43 | John Andretti                   | Kansas e Indianapolis, in partnership con Richard Petty Motorsports                                                                              |
| Sarah Fisher Racing                          | 66 | Jay Howard Graham Rahal         | 5 gare (Kansas, Indianapolis, Texas, Mid-Ohio, Chicagoland) Kentucky                                                                             |
| Sarah Fisher Racing                          | 67 | Sarah Fisher Graham Rahal       | 7 gare per Sarah Fisher (Kansas, Indy 500, Texas, Iowa, Chicagoland, Kentucky, Homestead) 3 gare per Graham Rahal (St. Pete, Barber, Long Beach) |
| CURB/Agajanian/3G Racing                     | 98 | Richard Antinucci               | Solo Indianapolis |
| CURB/Agajanian/3G Racing                     | 98 | Stanton Barrett                 | Alcune Prove |
| Sam Schmidt Motorsports/Ganassi Racing       | 99 | Townsend Bell                   | Solo Indianapolis |
| Robby Gordon Motorsports                     | 07 | Robby Gordon                    | Solo Indianapolis |

## Risultati
São Paulo Indy 300:
| Pos | Pilota            | Team                   | Tempo/Distacco |
| --- | ----------------- | ---------------------- | -------------- |
| 1.  | Will Power        | Penske                 | 2h00 m57.7112s |
| 2.  | Ryan Hunter-Reay  | Andretti               | 1.8581s        |
| 3.  | Vítor Meira       | Foyt                   | 9.7094s        |
| 4.  | Raphael Matos     | Luczo Dragon/de Ferran | 10.4235s       |
| 5.  | Dan Wheldon       | Panther                | 10.8883s       |
| 6.  | Scott Dixon       | Ganassi                | 11.3473s       |
| 7.  | Dario Franchitti  | Ganassi                | 12.0579s       |
| 8.  | Mike Conway       | Dreyer&Reinbold        | 12.1654s       |
| 9.  | Hélio Castroneves | Penske                 | 12.7411s       |
| 10. | Tony Kanaan       | Andretti               | 13.4850s       |

Honda Grand Prix of St.Petersburg:
| Pos | Pilota            | Team                   | Tempo/Distacco |
| --- | ----------------- | ---------------------- | -------------- |
| 1.  | Will Power        | Penske                 | 2h07 m05.7968s |
| 2.  | Justin Wilson     | Dreyer&Reinbold        | 0.8244s        |
| 3.  | Ryan Briscoe      | Penske                 | 4.7290s        |
| 4.  | Hélio Castroneves | Penske                 | 5.1699s        |
| 5.  | Dario Franchitti  | Ganassi                | 22.2172s       |
| 6.  | Alex Tagliani     | FAZZT                  | 29.3224s       |
| 7.  | Danica Patrick    | Andretti               | 30.3360s       |
| 8.  | Raphael Matos     | Luczo Dragon/de Ferran | 30.6695s       |
| 9.  | Graham Rahal      | Fisher                 | 30.8426s       |
| 10. | Tony Kanaan       | Andretti               | 31.3508s       |

Indy Grand Prix of Alabamahttp://indycaritaly.myblog.it/archive/2010/04/12/indycar-barber-gara-castroneves-torna-al-successo.html:
| Pos | Pilota            | Team            | Tempo/Distacco |
| --- | ----------------- | --------------- | -------------- |
| 1.  | Hélio Castroneves | Penske          | 1h56 m41.3928s |
| 2.  | Scott Dixon       | Ganassi         | 0.5703s        |
| 3.  | Dario Franchitti  | Ganassi         | 8.1590s        |
| 4.  | Will Power        | Penske          | 8.6639s        |
| 5.  | Marco Andretti    | Andretti        | 9.7410s        |
| 6.  | Ryan Briscoe      | Penske          | 10.9611s       |
| 7.  | Justin Wilson     | Dreyer&Reinbold | 11.5478s       |
| 8.  | Tony Kanaan       | Andretti        | 12.8533s       |
| 9.  | Mike Conway       | Dreyer&Reinbold | 13.3162s       |
| 10. | Alex Tagliani     | FAZZT           | 14.8450s       |

Toyota Grand Prix of Long Beach:
| Pos | Pilota            | Team            | Tempo/Distacco |
| --- | ----------------- | --------------- | -------------- |
| 1.  | Ryan Hunter-Reay  | Andretti        | 1h47 m12.5404s |
| 2.  | Justin Wilson     | Dreyer&Reinbold | 5.6031s        |
| 3.  | Will Power        | Penske          | 8.5864s        |
| 4.  | Scott Dixon       | Ganassi         | 10.6287s       |
| 5.  | Tony Kanaan       | Andretti        | 11.7732s       |
| 6.  | Mario Moraes      | KV              | 16.5171s       |
| 7.  | Hélio Castroneves | Penske          | 16.8928s       |
| 8.  | Ryan Briscoe      | Penske          | 18.2214s       |
| 9.  | Dan Wheldon       | Panther         | 19.4575s       |
| 10. | Mike Conway       | Dreyer&Reinbold | 19.9307s       |

Road Runner Turbo Indy 300:
| Pos | Pilota            | Team           | Tempo/Distacco |
| --- | ----------------- | -------------- | -------------- |
| 1.  | Scott Dixon       | Ganassi        | 1h50 m43.1410s |
| 2.  | Dario Franchitti  | Ganassi        | 3.2210s        |
| 3.  | Tony Kanaan       | Andretti       | 9.7094s        |
| 4.  | Hélio Castroneves | Penske         | 3.830s         |
| 5.  | Ryan Hunter-Reay  | Andretti       | 6.1133s        |
| 6.  | Ryan Briscoe      | Penske         | 6.7951s        |
| 7.  | Mario Moraes      | KV             | 1 giro         |
| 8.  | Alex Tagliani     | FAZZT          | 1 giro         |
| 9.  | John Andretti     | Petty/Andretti | 1 giro         |
| 10. | Vítor Meira       | Foyt           | 1 giro         |

## Classifica finale
| \| 1 \| Dario Franchitti \| 7* \| 5 \| 3 \| 12 \| 2 \| 3 \| 1* \| 5 \| 18* \| 3 \| 2 \| 3 \| 1 \| 3 \| 1 \| 5 \| 2 \| 8* \| 602 \| \| 2 \| Will Power \| 1 \| 1* \| 4 \| 3 \| 12 \| 2 \| 8 \| 14 \| 5 \| 1* \| 1 \| 2* \| 2 \| 1* \| 16 \| 8 \| 3 \| 25 \| 597 \| \| 3 \| Scott Dixon \| 6 \| 18 \| 2 \| 4 \| 1* \| 6 \| 5 \| 4 \| 6 \| 8 \| 20 \| 1 \| 5 \| 2 \| 8 \| 7 \| 6 \| 1 \| 547 \| \| 4 \| Hélio Castroneves \| 9 \| 4 \| 1 \| 7 \| 4 \| 1 \| 9 \| 20 \| 2 \| 9 \| 24 \| 10 \| 3 \| 5 \| 6 \| 1 \| 1* \| 5 \| 531 \| \| 5 \| Ryan Briscoe \| 14 \| 3 \| 6 \| 8 \| 6 \| 4 \| 24 \| 1* \| 4 \| 2 \| 18 \| 4 \| 6 \| 4 \| 11* \| 24 \| 4 \| 4 \| 482 \| \| 6 \| Tony Kanaan \| 10 \| 10 \| 8 \| 5 \| 3 \| 32 \| 11 \| 6 \| 1 \| 21 \| 4 \| 12 \| 17 \| 7 \| 5 \| 4 \| 7 \| 3 \| 453 \| \| 7 \| Ryan Hunter-Reay \| 2 \| 11 \| 12 \| 1* \| 5 \| 17 \| 18 \| 7 \| 8 \| 7 \| 3 \| 5 \| 10 \| 8 \| 4 \| 21 \| 9 \| 11 \| 445 \| \| 8 \| Marco Andretti \| 23 \| 12 \| 5* \| 14 \| 13 \| 16 \| 3 \| 3 \| 15 \| 13 \| 8 \| 11 \| 9 \| 12 \| 3 \| 6 \| 11 \| 7 \| 392 \| \| 9 \| Dan Wheldon \| 5 \| 20 \| 11 \| 9 \| 15 \| 18 \| 2 \| 9 \| 11 \| 6 \| 10 \| 20 \| 14 \| 25 \| 2 \| 3* \| 10 \| 9 \| 388 \| \| 10 \| Danica Patrick \| 15 \| 7 \| 19 \| 16 \| 11 \| 23 \| 6 \| 2 \| 10 \| 20 \| 6 \| 15 \| 21 \| 16 \| 14 \| 9 \| 5 \| 2 \| 367 \| \| 11 \| Justin Wilson \| 11 \| 2 \| 7 \| 2 \| 18 \| 11 \| 7 \| 19 \| 24 \| 10 \| 7* \| 21 \| 27 \| 6 \| 7 \| 11 \| 16 \| 21 \| 361 \| \| 12 \| Vítor Meira \| 3 \| 15 \| 18 \| 11 \| 10 \| 30 \| 27 \| 10 \| 7 \| 19 \| 11 \| 16 \| 15 \| 15 \| 9 \| 23 \| 17 \| 6 \| 310 \| \| 13 \| Alex Tagliani \| 19 \| 6 \| 10 \| 21 \| 8 \| 5 \| 10 \| 18 \| 12 \| 17 \| 17 \| 23 \| 4* \| 14 \| 25 \| 15 \| 13 \| 14 \| 302 \| \| 14 \| Raphael Matos \| 4 \| 8 \| 14 \| 20 \| 16 \| 12 \| 29 \| 16 \| 14 \| 4 \| 21 \| 13 \| 7 \| 21 \| 29 \| 16 \| 18 \| 17 \| 290 \| \| 15 \| Mario Moraes \| 24 \| 21 \| 13 \| 6 \| 7 \| 13 \| 31 \| 21 \| 25 \| 5 \| 14 \| 7 \| 12 \| 11 \| 17 \| 18 \| 24 \| 27 \| 287 \| \| 16 \| Alex Lloyd RY \| 18 \| 23 \| 23 \| 19 \| 19 \| 26 \| 4 \| 8 \| 13 \| 25 \| 23 \| 18 \| 13 \| 10 \| 21 \| 13 \| 21 \| 12 \| 266 \| \| 17 \| E. J. Viso \| 12 \| 17 \| 16 \| 15 \| 27 \| 19 \| 25 \| 11 \| 3 \| 11 \| 19 \| 8 \| 26 \| 19 \| 27 \| 26 \| 15 \| 19 \| 262 \| \| 18 \| Hideki Mutoh \| 20 \| 14 \| 15 \| 13 \| 23 \| 9 \| 28 \| 12 \| 20 \| 12 \| 12 \| 17 \| 18 \| 17 \| 13 \| 17 \| 14 \| 20 \| 250 \| \| 19 \| Simona de Silvestro R \| 16 \| 16 \| 21 \| 17 \| 21 \| 22 \| 14 \| 24 \| 21 \| 24 \| 9 \| 22 \| 8 \| 13 \| 23 \| 25 \| 23 \| 23 \| 242 \| \| 20 \| Graham Rahal \| \| 9 \| 17 \| 22 \| \| 7 \| 12 \| \| 9 \| \| 5 \| \| 20 \| 9 \| 10 \| 20 \| 8 \| 10 \| 235 \| \| 21 \| Takuma Sato R \| 22 \| 22 \| 25 \| 18 \| 24 \| 31 \| 20 \| 25 \| 19 \| 15 \| 25 \| 9 \| 25 \| 18 \| 26 \| 27 \| 12 \| 18 \| 214 \| \| 22 \| Bertrand Baguette R \| \| \| 20 \| 24 \| 20 \| 24 \| 22 \| 22 \| 17 \| 18 \| 16 \| 14 \| 11 \| 23 \| 12 \| 10 \| 25 \| 15 \| 213 \| \| 23 \| Milka Duno \| 21 \| 24 \| 24 \| 25 \| 26 \| DNQ \| DNQ \| 23 \| 23 \| 23 \| 26 \| 25 \| 23 \| 22 \| 19 \| 19 \| 19 \| 24 \| 184 \| \| 24 \| Mario Romancini R \| 17 \| 13 \| 22 \| 23 \| 22 \| 27 \| 13 \| 17 \| 16 \| 22 \| 22 \| 24 \| \| \| \| \| \| \| 149 \| \| 25 \| Mike Conway \| 8 \| 19 \| 9 \| 10 \| 14 \| 15 \| 19 \| \| \| \| \| \| \| \| \| \| \| \| 110 \| \| 26 \| Sarah Fisher \| \| \| \| \| 17 \| 29 \| 26 \| 15 \| 22 \| \| \| \| \| \| 15 \| 22 \| \| 22 \| 92 \| \| 27 \| Paul Tracy \| \| \| \| \| \| DNQ \| DNQ \| \| \| 14 \| 13 \| 6 \| \| \| \| 12 \| 22 \| \| 91 \| \| 28 \| Ed Carpenter \| \| \| \| \| \| 8 \| 17 \| \| \| \| \| \| \| \| 20 \| 2 \| \| 13 \| 90 \| \| 29 \| Tomas Scheckter \| \| \| \| \| \| 20 \| 15 \| 13 \| \| \| 15 \| 19 \| \| \| 28 \| 14 \| \| \| 89 \| \| 30 \| Ana Beatriz R \| 13 \| \| \| \| \| 21 \| 21 \| \| \| \| \| \| \| \| 24 \| \| \| 26 \| 55 \| \| 31 \| Jay Howard R \| \| \| \| \| 25 \| DNQ \| DNQ \| 26 \| \| \| \| \| 24 \| \| 22 \| \| \| \| 44 \| \| 32 \| John Andretti \| \| \| \| \| 9 \| 28 \| 30 \| \| \| \| \| \| \| \| \| \| \| \| 35 \| \| 33 \| Sebastián Saavedra R \| \| \| \| \| \| 33 \| 23 \| \| \| \| \| \| \| \| \| \| \| 16 \| 29 \| \| 34 \| Adam Carroll R \| \| \| \| \| \| \| \| \| \| 16 \| \| \| 19 \| \| \| \| \| \| 26 \| \| 35 \| J. R. Hildebrand R \| \| \| \| \| \| \| \| \| \| \| \| \| 16 \| 24 \| \| \| \| \| 26 \| \| 36 \| Davey Hamilton \| \| \| \| \| \| 14 \| 33 \| \| \| \| \| \| \| \| 18 \| \| \| \| 26 \| \| 37 \| Francesco Dracone R \| \| \| \| \| \| \| \| \| \| \| \| \| 22 \| 20 \| \| \| \| \| 24 \| \| 38 \| Townsend Bell \| \| \| \| \| \| 10 \| 16 \| \| \| \| \| \| \| \| \| \| \| \| 18 \| \| 39 \| Bruno Junqueira \| \| \| \| \| \| 25 \| 32 \| \| \| \| \| \| \| \| \| \| \| \| 13 \| \| 40 \| Roger Yasukawa \| \| \| \| \| \| \| \| \| \| \| \| \| \| \| \| \| 20 \| \| 12 \| \| — \| Jaques Lazier \| \| \| \| \| \| DNQ \| DNQ \| \| \| \| \| \| \| \| \| \| \| \| 0 \| \| — \| A. J. Foyt IV \| \| \| \| \| \| Wth \| Wth \| \| \| \| \| \| \| \| \| \| \| \| 0 \| \| Pos \| Pilota \| SAO \| STP \| ALA \| LBH \| KAN \| QL \| 500 \| TXS \| IOW \| WGL \| TOR \| EDM \| MDO \| SNM \| CHI \| KTY \| MOT \| HMS \| Pti \| \| Pos \| Pilota \| SAO \| STP \| ALA \| LBH \| KAN \| INDY \| \| TXS \| IOW \| WGL \| TOR \| EDM \| MDO \| SNM \| CHI \| KTY \| MOT \| HMS \| Pti \| 1. 2. 3. 4. 5. 6. 7. 8. 9. 10. 11. 12. 13. 14. 15. 16. 17. 18. 19. 20. 21. 22. 23. 24. 25. 26. 27. 28. 29. 30. 31. 32. 33. 34. 35. 36. 37. 38. 39. 40. 41. 42. 43. 44. 45. 46. 47. 48. 49. 50. 51. 52. 53. 54. 55. 56. 57. 58. 59. 60. 61. 62. 63. 64. 65. 66. 67. 68. - IndyCar Series - Sito ufficiale, su indycar.com. URL consultato il 12 aprile 2020 (archiviato dall'url originale il 17 agosto 2015). - Indianapolis 500 - Sito ufficiale, su indy500.com. - Indycar Italy - sito italiano di automobilismo americano, su indycaritaly.myblog.it. URL consultato il 24 novembre 2009 (archiviato dall'url originale il 18 dicembre 2009). |                       |     |     |     |     |     |      |      |      |     |     |     |     |     |     |     |     |     |     |     |     |     |
| Pos | Pilota                | SAO | STP | ALA | LBH | KAN |      | INDY | INDY |     | TXS | IOW | WGL | TOR | EDM | MDO | SNM | CHI | KTY | MOT | HMS | Pti |
| Pos | Pilota                | SAO | STP | ALA | LBH | KAN | QL   | 500  |      |     | TXS | IOW | WGL | TOR | EDM | MDO | SNM | CHI | KTY | MOT | HMS | Pti |
| 1 | Dario Franchitti      | 7*  | 5   | 3   | 12  | 2   | 3    | 1*   | 5    | 18* | 3   | 2   | 3   | 1   | 3   | 1   | 5   | 2   | 8*  | 602 |     |     |
| 2 | Will Power            | 1   | 1*  | 4   | 3   | 12  | 2    | 8    | 14   | 5   | 1*  | 1   | 2*  | 2   | 1*  | 16  | 8   | 3   | 25  | 597 |     |     |
| 3 | Scott Dixon           | 6   | 18  | 2   | 4   | 1*  | 6    | 5    | 4    | 6   | 8   | 20  | 1   | 5   | 2   | 8   | 7   | 6   | 1   | 547 |     |     |
| 4 | Hélio Castroneves     | 9   | 4   | 1   | 7   | 4   | 1    | 9    | 20   | 2   | 9   | 24  | 10  | 3   | 5   | 6   | 1   | 1*  | 5   | 531 |     |     |
| 5 | Ryan Briscoe          | 14  | 3   | 6   | 8   | 6   | 4    | 24   | 1*   | 4   | 2   | 18  | 4   | 6   | 4   | 11* | 24  | 4   | 4   | 482 |     |     |
| 6 | Tony Kanaan           | 10  | 10  | 8   | 5   | 3   | 32   | 11   | 6    | 1   | 21  | 4   | 12  | 17  | 7   | 5   | 4   | 7   | 3   | 453 |     |     |
| 7 | Ryan Hunter-Reay      | 2   | 11  | 12  | 1*  | 5   | 17   | 18   | 7    | 8   | 7   | 3   | 5   | 10  | 8   | 4   | 21  | 9   | 11  | 445 |     |     |
| 8 | Marco Andretti        | 23  | 12  | 5*  | 14  | 13  | 16   | 3    | 3    | 15  | 13  | 8   | 11  | 9   | 12  | 3   | 6   | 11  | 7   | 392 |     |     |
| 9 | Dan Wheldon           | 5   | 20  | 11  | 9   | 15  | 18   | 2    | 9    | 11  | 6   | 10  | 20  | 14  | 25  | 2   | 3*  | 10  | 9   | 388 |     |     |
| 10 | Danica Patrick        | 15  | 7   | 19  | 16  | 11  | 23   | 6    | 2    | 10  | 20  | 6   | 15  | 21  | 16  | 14  | 9   | 5   | 2   | 367 |     |     |
| 11 | Justin Wilson         | 11  | 2   | 7   | 2   | 18  | 11   | 7    | 19   | 24  | 10  | 7*  | 21  | 27  | 6   | 7   | 11  | 16  | 21  | 361 |     |     |
| 12 | Vítor Meira           | 3   | 15  | 18  | 11  | 10  | 30   | 27   | 10   | 7   | 19  | 11  | 16  | 15  | 15  | 9   | 23  | 17  | 6   | 310 |     |     |
| 13 | Alex Tagliani         | 19  | 6   | 10  | 21  | 8   | 5    | 10   | 18   | 12  | 17  | 17  | 23  | 4*  | 14  | 25  | 15  | 13  | 14  | 302 |     |     |
| 14 | Raphael Matos         | 4   | 8   | 14  | 20  | 16  | 12   | 29   | 16   | 14  | 4   | 21  | 13  | 7   | 21  | 29  | 16  | 18  | 17  | 290 |     |     |
| 15 | Mario Moraes          | 24  | 21  | 13  | 6   | 7   | 13   | 31   | 21   | 25  | 5   | 14  | 7   | 12  | 11  | 17  | 18  | 24  | 27  | 287 |     |     |
| 16 | Alex Lloyd RY         | 18  | 23  | 23  | 19  | 19  | 26   | 4    | 8    | 13  | 25  | 23  | 18  | 13  | 10  | 21  | 13  | 21  | 12  | 266 |     |     |
| 17 | E. J. Viso            | 12  | 17  | 16  | 15  | 27  | 19   | 25   | 11   | 3   | 11  | 19  | 8   | 26  | 19  | 27  | 26  | 15  | 19  | 262 |     |     |
| 18 | Hideki Mutoh          | 20  | 14  | 15  | 13  | 23  | 9    | 28   | 12   | 20  | 12  | 12  | 17  | 18  | 17  | 13  | 17  | 14  | 20  | 250 |     |     |
| 19 | Simona de Silvestro R | 16  | 16  | 21  | 17  | 21  | 22   | 14   | 24   | 21  | 24  | 9   | 22  | 8   | 13  | 23  | 25  | 23  | 23  | 242 |     |     |
| 20 | Graham Rahal          |     | 9   | 17  | 22  |     | 7    | 12   |      | 9   |     | 5   |     | 20  | 9   | 10  | 20  | 8   | 10  | 235 |     |     |
| 21 | Takuma Sato R         | 22  | 22  | 25  | 18  | 24  | 31   | 20   | 25   | 19  | 15  | 25  | 9   | 25  | 18  | 26  | 27  | 12  | 18  | 214 |     |     |
| 22 | Bertrand Baguette R   |     |     | 20  | 24  | 20  | 24   | 22   | 22   | 17  | 18  | 16  | 14  | 11  | 23  | 12  | 10  | 25  | 15  | 213 |     |     |
| 23 | Milka Duno            | 21  | 24  | 24  | 25  | 26  | DNQ  | DNQ  | 23   | 23  | 23  | 26  | 25  | 23  | 22  | 19  | 19  | 19  | 24  | 184 |     |     |
| 24 | Mario Romancini R     | 17  | 13  | 22  | 23  | 22  | 27   | 13   | 17   | 16  | 22  | 22  | 24  |     |     |     |     |     |     | 149 |     |     |
| 25 | Mike Conway           | 8   | 19  | 9   | 10  | 14  | 15   | 19   |      |     |     |     |     |     |     |     |     |     |     | 110 |     |     |
| 26 | Sarah Fisher          |     |     |     |     | 17  | 29   | 26   | 15   | 22  |     |     |     |     |     | 15  | 22  |     | 22  | 92  |     |     |
| 27 | Paul Tracy            |     |     |     |     |     | DNQ  | DNQ  |      |     | 14  | 13  | 6   |     |     |     | 12  | 22  |     | 91  |     |     |
| 28 | Ed Carpenter          |     |     |     |     |     | 8    | 17   |      |     |     |     |     |     |     | 20  | 2   |     | 13  | 90  |     |     |
| 29 | Tomas Scheckter       |     |     |     |     |     | 20   | 15   | 13   |     |     | 15  | 19  |     |     | 28  | 14  |     |     | 89  |     |     |
| 30 | Ana Beatriz R         | 13  |     |     |     |     | 21   | 21   |      |     |     |     |     |     |     | 24  |     |     | 26  | 55  |     |     |
| 31 | Jay Howard R          |     |     |     |     | 25  | DNQ  | DNQ  | 26   |     |     |     |     | 24  |     | 22  |     |     |     | 44  |     |     |
| 32 | John Andretti         |     |     |     |     | 9   | 28   | 30   |      |     |     |     |     |     |     |     |     |     |     | 35  |     |     |
| 33 | Sebastián Saavedra R  |     |     |     |     |     | 33   | 23   |      |     |     |     |     |     |     |     |     |     | 16  | 29  |     |     |
| 34 | Adam Carroll R        |     |     |     |     |     |      |      |      |     | 16  |     |     | 19  |     |     |     |     |     | 26  |     |     |
| 35 | J. R. Hildebrand R    |     |     |     |     |     |      |      |      |     |     |     |     | 16  | 24  |     |     |     |     | 26  |     |     |
| 36 | Davey Hamilton        |     |     |     |     |     | 14   | 33   |      |     |     |     |     |     |     | 18  |     |     |     | 26  |     |     |
| 37 | Francesco Dracone R   |     |     |     |     |     |      |      |      |     |     |     |     | 22  | 20  |     |     |     |     | 24  |     |     |
| 38 | Townsend Bell         |     |     |     |     |     | 10   | 16   |      |     |     |     |     |     |     |     |     |     |     | 18  |     |     |
| 39 | Bruno Junqueira       |     |     |     |     |     | 25   | 32   |      |     |     |     |     |     |     |     |     |     |     | 13  |     |     |
| 40 | Roger Yasukawa        |     |     |     |     |     |      |      |      |     |     |     |     |     |     |     |     | 20  |     | 12  |     |     |
| — | Jaques Lazier         |     |     |     |     |     | DNQ  | DNQ  |      |     |     |     |     |     |     |     |     |     |     | 0   |     |     |
| — | A. J. Foyt IV         |     |     |     |     |     | Wth  | Wth  |      |     |     |     |     |     |     |     |     |     |     | 0   |     |     |
| Pos | Pilota                | SAO | STP | ALA | LBH | KAN | QL   | 500  | TXS  | IOW | WGL | TOR | EDM | MDO | SNM | CHI | KTY | MOT | HMS | Pti |     |     |
| Pos | Pilota                | SAO | STP | ALA | LBH | KAN | INDY |      | TXS  | IOW | WGL | TOR | EDM | MDO | SNM | CHI | KTY | MOT | HMS | Pti |     |     |